# 水惑星年代記
『水惑星年代記』（みずわくせいねんだいき）は、大石まさるによる日本の漫画作品。

## 概要
漫画雑誌『ヤングキングアワーズ』（少年画報社）に掲載されていたオムニバス形式の漫画で、『空からこぼれた物語』で設定されたパラレルワールドの地球を基にしている。
全地球規模の文明崩壊から1000年。絶滅寸前に追い込まれながらも蘇った人類は、ふたたび広大無辺の宇宙空間へと進出しようとしていた。たくさんの生命が息づく「水惑星」を舞台に、宇宙や自然、テクノロジーを題材にしたさまざまな物語を綴る。
第40回星雲賞コミック部門・参考候補作。 

## 掲載作品
全て単行本での収録順であり、アワーズ本誌での掲載順とは異なる。

### 水惑星年代記
LETTERS2
『空からこぼれた物語』中の一作『LETTERS〜茉莉の手紙〜』の続編である。
茉莉（まつり）は連絡のつかなくなった恋人・等（ひとし）への手紙を届けてもらいに、老郵便配達員・旭（あきら）を再び訪ねる。しぶしぶ引き受けた旭が等から聞き出した本音とは。
黒猫のアリス
単行本化にあたっての描き下ろしである。
宇宙に、地上に、時空を超えて存在する不思議な黒猫。
キディムナ マディムナ
都会から離れた小さな島で、家業の民宿を手伝う少女ヒメは自分の将来のことを考える。
『空からこぼれた物語』に収録された『DIARY〜彼について〜』の「彼」らしき者が登場する。
宇宙を向いて歩こう in winter
本作で最も多く続くシリーズ。
成績抜群の少女・子獅子が試験で唯一理科のみ後塵を拝した相手は、転校生の八分儀高志だった。学校を休んだ八分儀にプリントを届けるため家を訪れた子獅子は、話すうちに彼の趣味や知識に興味を抱く。
缶詰のアリス
宇宙を旅する文明猫達が救命ボートに遭遇する。乗っていたのはまだ赤ん坊の少女と、すでに事切れていた親だけであった。
フォーリン・ドーナッツ
木星航路を切り開く宇宙船"輪鼓（ディアボロ）"は重大なトラブルを起こし帰還が絶望的となる。乗組員のヨータと地上で彼を待つ春美は、幼き日の自分たちを思い出していた。
宇宙を向いて歩こう in spring
夜明けまで一緒に天体観察をすることがすっかり馴染みとなった八分儀と子獅子。そこへ仕事から唐突に帰ってきた八分儀の両親は、朝っぱらから家に一緒にいる2人を見て……。
窓際のアリス
ある北国で男が行き倒れの女の子を介抱する。男にとって彼女の存在は大きなやすらぎであったのだが……。

### 続水惑星年代記
I MY WINDOW 〜私の私の窓〜
進路に迷う女子高校生セリナと、脳天気なスズシロ。
迷いを打ち破るためにある夏の朝、旅に出る。2人で終始無言で通す生活がもたらす結論とは。
作中作として空からこぼれた物語の『流浪の民』が長尺で埋め込まれている。
ナスカ
行き倒れたカメラマンの卵・ノボルが遭遇した、地上絵を守る守人の話。
地球の緑化を目指す一方で、乾燥地帯である意味もまたある…
AROUND THE WORLD IN 8DAYS〔8日間世界一周〕〈前編〉
AROUND THE WORLD IN 8DAYS〔8日間世界一周〕〈後編〉
懸賞のかかった世界一周を悠々と行う大型飛行船と競争する小型機の話。
後のストーリーで中核人物となるブラック一家の初登場話。
また作中に他作品からのカットインが多数ある。
宇宙（うえ）を向いて歩こう IN SUMMER
in springの後を受けた、同メンバーによる天文部夏合宿の様子。
2人の恋の行方をジャマする後輩が…
廃線跡のひみつ
海面上昇で海に沈んだ海浜の街を目指して、線路の上を歩く2人の少女の話。
なお、主役の2人は、氏名・容姿ともに『りんりんD・I・Y』の主人公である「りん」「かりん」と同じであり、旧作品に対する一種の後日談(あるいはパラレルストーリー)となっている。
また当時のタッチを意識してか、この作品のみ絵の線が太い、他作品とは異なるタッチで描かれている。

### 環水惑星年代記
路面電車（トラム）
毎日まいにちダイヤに沿って路線をまわる、路面電車の車掌さん。
冬の雪空みたいにどんより重い、この閉塞感はなんだろう。
CROQUI'S(クロツキーズ)
顔いがいは、まったく似てない双子の未来(みく)と蒔絵(まきえ)。
ある日、未来は蒔絵が想いをよせる男の子に告白されてしまう。悩みに悩んだ未来がとった行動とは。
オールトの雲をこえて
少女ナナミのあこがれの人は、国が海に沈んで流浪する人々を救った研究者、ソーシ博士。しかし彼女には婚約者の少年がいた。
「人間はどこでも、なんとかやっていけるものなんですね」海上に暮らす人たちの日常を描く。
ムーン・シード
人類初の月面出産で生まれた女の子フィオナと、彼女の父で親の資産を食いつぶすのが仕事の考古学者キアラン。
ある日、ふたりは月面基地で発生した爆発事故で宇宙空間に吹き飛ばされてしまう。
宇宙服に残された酸素はわずか。万策尽きて、死を待つのみのふたりが遭遇したものとは。
宇宙（うえ）を向いて歩こう in Winter II
In Summer の数ヵ月後。航空宇宙校を受験しようと決心して受験勉強にとりくむ八分儀。
受験のストレスでイライラしがちな八分儀を懸命にささえる子獅子さんだが……
妖精彼れ時(ようせいかれどき)
つらいことがあって学校を飛び出したサチコ。
彼女が出会ったのは、海に沈んで廃墟になった街の絵を描き続ける不思議な老人だった。

### 翠水惑星年代記
スターガイド
みずわくせいえほん。蛍が飛ぶ夜、少女と猫は不思議なお店に迷い込みました。
浦島乙姫
夏休みのはじめごろ、少年・基樹は過去の世界からやってきた関西弁の少女・乙姫さんに遭遇する。
乙姫さんは基樹の日常にとけこみ、楽しい毎日はいつまでも続いていくかと思われた。
しかし彼女にはある重大な使命があった。
平賀（ベイカー）少年少女探偵係。〈前編〉
頭はいいが一言よけいなせいでクラスに馴染めない転校生・洋(ヨウ)はひょんなことからクラスの「探偵係」に任命される。
下級生のミカンちゃんにいなくなった猫を探してほしいと懇願された彼は、面倒くさがりながらも依頼をひきうけるが……
平賀（ベイカー）少年少女探偵係。〈後編〉
探偵係としてクラスに居場所をみつけた洋。
しかし、彼の身のまわりで起こる小事件の数々は、ある恐るべき事件へとつながっていた！
なまいきサーヤ
東京市からど田舎の小学校に転校してきた少女・沙耶。
彼女はプライドの高さゆえクラスで孤立してしまうが、そんな彼女にもひとりだけ友達が……
後の作品、月娘 <始まりの樹>で、沙耶らしき学生が登場している。
雲母（きらら）回廊
敏腕の都市デザイナーの雲母(きらら)さんは、仕事に根をつめすぎて少しつかれぎみ。
そんなある日、会社の帰りに立ち寄った工事現場で、彼女は奇妙な鉱物を拾う。

### 碧水惑星年代記
あきてがみ
みずわくせいえほん。「秋からおてがみがとどきました。秋はいつも上からやってくるのです」
どってん☆
舞台は「平賀少年探偵団」の十数年後。
洋(よう)が中学生のころ、母親が再婚して、急に姉と妹ができた。しっかり者の澪(みお)姉ぇは、家を留守にしがちな両親にかわって洋と妹の菜月のふたりを育ててくれた。
しかし洋にとって、澪は母親がわりなんかじゃなくて、ひとりの年上の女の子だった。
アル be レオ
海が大好きで海洋牧場の牧童になるのが夢の少年レオと、両親を海で亡くしていらい海が恐ろしくてしかたがない少年アル。
ふたりの出会いは、彼らの人生に変化をもたらすのか。
凪と波(なぎとなみ)
壊滅した地球を後にした恒星間移民船は、千年の時をこえてついに「約束の星」へと辿り着いた。
しかし、かつて一つの町ほどいた人間たちは、ひとりの少年と彼を見守る人工知能を残して絶えてしまっていた。
ホシテルムシ
農大院生の華(ホア)は、ある日、奇妙な形のグライダーを操縦する中学生・賢司に出会う。
自分は星照虫(ホシテルムシ)を探しており、グライダーはそれを捕まえるために必要な道具であると賢司はいう。
更新行進曲
「さあ行こう、水を蹴って飛び立とう……」
道端でメロディオンを弾く少女と、通りすがりの刑事の交流。
正しい地図
仕事をほっぽりだして二十数年ぶりに故郷を訪れた男性は、おぼろげな少年時代の記憶をまさぐりながら、自分が生まれた街を歩きまわる。

### 水惑星年代記 月娘<ルーニャン>
軌道エレベーターのひみつ
地上と宇宙をつなぐ人類史上最大の構造物、軌道エレベーター。
アクアくんとプラネちゃんはエレベーターに乗って宇宙に旅立ちます。
月娘
「さあ、お前はもう全てを背負ってかなけりゃあいけないんだよ」「全てだよ」「その資格があるのか」
フィオナの娘、月生まれ月育ちの月娘・讀巫女(ヨミコ)にはある壮大な夢があった。
月娘 <八咫烏の雨>
月面天文台の保守点検作業のバイトを買って出たヨミコが遭遇したのは、空気も水も無いはずの月面に降る「雨」だった。
月娘 <ルーニャン大地に立つ>
生まれてはじめて地球に降り立ったヨミコ。月面の六倍の重力をものともせず、未知の世界を探検するが……
月娘 <貝の中のルーニャン>
火星行きの宇宙船の乗組員に名乗りをあげたヨミコ。しかし待っていたのは長期にわたる閉鎖環境での訓練だった。
月娘 <火の星の華>
ヨミコはついに火星に到達した。
「……私達と一緒に広がっていきましょう。どこまでもどこまでも遠くへ。タネを蒔きに」
月娘 <始まりの樹>
火星には何かある！ヨミコは、火星の極に向かって旅だった。
<外伝> ルーニャン17（セブンティーン）
四コマ漫画。
学園祭の実行委員長を押し付けられた月娘。お祭りを盛り上げるべく頑張ります。
火娘（マーニャン）〜LETTERS3〜
ヨミコの娘にして火星生まれ火星育ちの火娘(マーニャン)・コヨミの野望は、火星-地球間を一人乗りソーラーセイル宇宙船で走破すること！
しかしゴールの地球を目前にして、重大なトラブルが……

### 水惑星年代記 月刊サチサチ
1話4ページのショート形式で本編に混ぜて連載されていた作品、全17話。
何事にも縛られることなく各地を放浪する女性・幸子さんの毎日を描く。
泥棒猫収録作品「くノ一はおデコだせ！」に登場したサッコが主役をつとめる。
月刊サチサチ＜廃バス停＞
「幸子さんは旅をしています。幸せを探す旅です。大ざっぱにいえばそーゆー事です。みんなそうです」
若者は北に行くべきだ、との信念に従い雪国にやってきた幸子さん。廃バス停に住みついて、気持ち新たに新鮮な毎日がはじまります。
月刊サチサチ＜コタミカ＞
こたつを拾った幸子さん。
月刊サチサチ＜冬の花＞
幸子さんは凍った湖で釣りをすることにしました。
月刊サチサチ＜とりあえず＞
すぐそこまで春が来ています。でも幸子さんは憂鬱です、なぜならば……
月刊サチサチ＜氷の音＞
朝晩まだまだ冷える季節、幸子さんが作ったものとは。
月刊サチサチ＜友達がきた！＞
春です。幸子さんをたずねて、お友達のホタルさんがやってきました。
月刊サチサチ＜二人の花見＞
桜は散り際が見頃です。幸子さんとホタルさんは花見にいくことにしました。
月刊サチサチ＜でっかいどお＞
幸子さん、今日はホタルさんと一緒にツーリングです。自分の街を友達に案内するのです。
月刊サチサチ＜生活費＞
旅をしている幸子さん。どうやって生活費を稼いでいるのでしょう。
月刊サチサチ＜文化電化大作戦＞
幸子さんとホタルさんは住居の文化レベルを上げるべく奮闘します。
月刊サチサチ＜晴読雨読＞
紙の世界にダイブしてしまう幸子さん。読みたい本があれば幸子さんは幸せなのです。
月刊サチサチ＜蛍光＞
ホタルさんは帰りました。ひとりに戻ってしまいましたが、幸子さんは友達の門出をうれしく思うのです。
月刊サチサチ＜カミラマ＞
今月の幸子さんのマイブームとは？
月刊サチサチ＜むきふむき＞
梅雨です。幸子さんはずっと考え続けます。あたしって何にむいてるんだろう？
月刊サチサチ＜ながされて夏＞
今日の幸子さんは借りたカヌーで川くだり。カヌーは進みます、どこまでも。
月刊サチサチ＜おきらくカリスマ生活＞
幸子さんはカリスマ女です。かならずしも褒め言葉ではありません。
月刊サチサチ＜幸子さんの幸せの巻＞
ふたたび雪がちらつく季節になりました。幸せを探す旅は今日も続くのです。
特別収録①『海の民クレハ』
外の世界をみたくて外国行きの船にもぐりこんだ青年サダオキ。しかし、密航が発覚してマストに吊るされてしまう。
ひからびかけていたサダオキを救ったのは、まだあどけない少女の海賊クレハだった。（ヤングキングアワーズ 1999年11月号掲載）
特別収録②『さくらなはーと』
中学三年生の桜は最近よく眠る。起きていると気持ちが破裂しそうになるからだ。
原因は、たぶんアイツ。（ヤングキングアワーズ増刊「アワーズ2001」掲載）

## 単行本
- 大石まさる 『水惑星年代記シリーズ』 少年画報社〈ヤングキングコミックス〉、全7巻
  1. 水惑星年代記 - 2006年9月1日初版 ISBN 4-7859-2662-7
  2. 続水惑星年代記 - 2006年12月31日初版 ISBN 4-7859-2719-4
  3. 環水惑星年代記 - 2007年7月1日初版 ISBN 978-4-7859-2786-8
  4. 翠水惑星年代記 - 2007年11月1日初版 ISBN 978-4-7859-2860-5
  5. 碧水惑星年代記 - 2008年5月1日初版 ISBN 978-4-7859-2929-9
  6. 水惑星年代記 月娘 - 2008年12月12日初版 ISBN 978-4-7859-3070-7
  7. 水惑星年代記 月刊サチサチ - 2009年5月21日初版 ISBN 978-4-7859-3149-0

台湾版
長鴻出版社刊、著者名表記「大石まさる」
1. 水惑星年代記 - 2007年04月25日初版
2. 續．水惑星年代記 - 2007年09月12日初版
3. 環．水惑星年代記 - 2008年01月28日初版
4. 翠．水惑星年代記 - 2008年04月01日初版
5. 碧．水惑星年代記 - 2008年07月25日初版
6. 水惑星年代記 〜月娘〜  - 2009年05月18日初版　※この巻のみ著者名「大石勝」

韓国版
大元 C.I.刊『수혹성 연대기』（『水惑星年代記』）、著者名表記「MASARU OHISHI」、ハン・ナリ（한나리）訳
1. 2009年9月15日初版 ISBN 9788925249186
2. 2009年10月15日初版 ISBN 9788925250564
3. 2009年11月15日初版 ISBN 9788925251967
4. 2009年12月15日初版 ISBN 9788925253183
5. 2010年1月15日初版 ISBN 9788925254951
6. 2010年3月15日初版 ISBN 9788925257471

インドネシア語版
Elex Media Komputindo 刊、著者名表記「Masaru Ohishi」
AQUA PLANET CHRONICLE（水惑星年代記） ISBN 9786020208176
AQUA PLANET CHRONICLE AFTER（続水惑星年代記）ISBN 9786020213811
AQUA PLANET CHRONICLE JADE（翠水惑星年代記）ISBN 9786020222080